# Kyle Miller (cầu thủ bóng đá)
Kyle Miller (sinh ngày 8 tháng 8 năm 1992) là một cầu thủ bóng đá người Scotland thi đấu cho Cowdenbeath, ở vị trí tiền vệ.

## Thống kê sự nghiệp
Tính đến trận đấu diễn ra ngày 28 tháng 10 năm 2017 
| Câu lạc bộ          | Mùa giải            | Giải vô địch        | Giải vô địch | Giải vô địch | Cúp bóng đá Scotland | Cúp bóng đá Scotland | Cúp Liên đoàn | Cúp Liên đoàn | Khác    | Khác      | Tổng cộng | Tổng cộng |
| Câu lạc bộ          | Mùa giải            | Hạng đấu            | Số trận      | Bàn thắng    | Số trận              | Bàn thắng            | Số trận       | Bàn thắng     | Số trận | Bàn thắng | Số trận   | Bàn thắng |
| ------------------- | ------------------- | ------------------- | ------------ | ------------ | -------------------- | -------------------- | ------------- | ------------- | ------- | --------- | --------- | --------- |
| Cowdenbeath         | 2010–11             | First Division      | 9            | 1            | 0                    | 0                    | 0             | 0             | 0       | 0         | 9         | 1         |
| Cowdenbeath         | 2011–12             | Second Division     | 5            | 0            | 0                    | 0                    | 0             | 0             | 1       | 0         | 6         | 0         |
| Cowdenbeath         | 2012–13             | First Division      | 27           | 4            | 1                    | 0                    | 1             | 0             | 2       | 1         | 31        | 5         |
| Cowdenbeath         | 2013–14             | Championship        | 24           | 3            | 1                    | 0                    | 2             | 1             | 2       | 0         | 29        | 4         |
| Cowdenbeath         | 2014–15             | Championship        | 25           | 0            | 2                    | 0                    | 2             | 1             | 1       | 0         | 30        | 1         |
| Cowdenbeath         | 2014–15             | Giải vô địch One    | 19           | 1            | 2                    | 0                    | 0             | 0             | 2       | 0         | 23        | 1         |
| Cowdenbeath         | 2016–17             | League Two          | 31           | 2            | 1                    | 0                    | 4             | 0             | 3       | 0         | 39        | 2         |
| Cowdenbeath         | 2017–18             | League Two          | 8            | 0            | 1                    | 0                    | 3             | 0             | 1       | 0         | 13        | 0         |
| Tổng cộng sự nghiệp | Tổng cộng sự nghiệp | Tổng cộng sự nghiệp | 148          | 11           | 8                    | 0                    | 12            | 2             | 12      | 1         | 180       | 14        |

1. 1 2 3 4  Số lần ra sân tại Scottish Challenge Cup
2. ↑  One appearance tại Scottish Challenge Cup and one tại Championship play-offs
3. ↑  One appearance tại Scottish Challenge Cup and one tại Giải vô địch One play-offs
4. ↑  One appearance tại Scottish Challenge Cup, two tại League Two play-offs